# Unión La Calera
Club de Deportes Unión La Calera – chilijski klub piłkarski z siedzibą w mieście La Calera leżącym w regionie Valparaíso (tzw. region V).

## Historia
Klub powstał 26 stycznia 1954 roku w wyniku fuzji miejscowych klubów: Tifón, Minas Navío, Cóndor, Cemento Melón oraz Calera Comercio. Obecnie Unión La Calera występuje w pierwszej lidze chilijskiej (Primera División de Chile).
Klub Unión La Calera szczególnie prestiżowo traktuje mecze z klubem San Luis z sąsiedniego miasta Quillota.

## Osiągnięcia
- Mistrz drugiej ligi chilijskiej (Primera B): 1961, 1984
- Mistrz trzeciej ligi chilijskiej (Tercera división chilena): 1990, 2000